# Section 4
Pour les articles homonymes, voir Section.
Section 4 (S.W.A.T.) est une série télévisée américaine composée de trente-neuf épisodes de 52 minutes, créée par Robert Hamner et diffusée entre le 24 février 1975 et le 3 avril 1976 sur le réseau ABC.
En France, la série a été diffusée à partir du 16 mai 1976 sur TF1, rediffusion sur M6 puis RTL9 et au Québec à partir du 20 janvier 1977 sur le réseau TVA sous son titre original anglophone. Rediffusion d'une sélection de 12 épisodes sur Prise 2 en 2014.
La série est un spin-off de The Rookies. Les épisodes intitulés S.W.A.T., première partie et S.W.A.T., deuxième partie sont des pilotes réalisés par E.W. Swackhamer et présentant les personnages de la série, ils sont respectivement les vingtième et vingt-et-unième épisodes de la troisième saison.

## Synopsis
Cette série met en scène la S.W.A.T. (armes et tactiques spéciales), une unité d'élite de la police de Los Angeles chargée de maintenir l'ordre dans les banlieues difficiles.

## Distribution
- Steve Forrest (VF : René Arrieu ; VQ : Yves Massicotte) : Lieutenant Dan « Hondo » Harrelson
- Rod Perry (VF : Bachir Touré ; VQ : Régis Dubost)) Sergent David « Deacon » Kay
- Robert Urich (VF : Michel Paulin ; VQ : Mario Desmarais): Officier Jim Street
- Mark Shera (VF : Maurice Sarfati ; VQ : Hubert Gagnon) : Officier Dominic Luca
- James Coleman (VF : Pierre Fromont ; VQ : Guy Nadon) : Officier T.J. McCabe
- Ellen Weston : Betty Harrelson (VF : Julia Dancourt)
- Rose Marie : Hilda (VF : inconnu)

 Source et légende : version québécoise (VQ) sur Doublage.qc.ca

## Épisodes
L'intégralité de la série a été doublé en français, 17 épisodes ont été doublés en France (ceux notés en gras) et les autres épisodes au Québec. Seulement les deux épisodes pilotes de la télé série The Rookies sont inédit en VF dans la francophonie. Les 12 épisodes disponibles sur Internet sont ceux diffusés sur Prise 2.

### The Rookies

#### Troisième saison (1974-1975)
- Pilote de la série en deux parties

1. titre français inconnu (S.W.A.T., Part I)
2. titre français inconnu (S.W.A.T., Part II)

### Première saison (1975)
1. titre français inconnu (The Killing Ground)
2. La Communauté Hopper (A Coven of Killers)
3. titre français inconnu (Death Carrier)
4. La Section 4 à la Une (Pressure Cooker)
5. Un témoin à abattre (Hit Men)
6. La loi de la jungle (Jungle War)
7. Contre rançon (Death Score)
8. La bombe à retardement (Time Bomb)
9. L'Assassin est en danger de mort (The Bravo Enigma)
10. Le Fourgon blindé (The Steel-Plated Security Blanket)
11. Le Projet Omega (Omega One)
12. titre français inconnu (Blind Man's Bluff)
13. Les Pièces d'or (Sole Survivor)

### Deuxième saison (1975-1976)
1. titre français inconnu (Deadly Tide, Part I)
2. titre français inconnu (Deadly Tide, Part II)
3. Tuer la Section 4 (Kill S.W.A.T.)
4. titre français inconnu (Dealers in Death)
5. Vendetta (The Vendetta)
6. La Croix (Criss-Cross)
7. Justice privée (Vigilante)
8. Le Tribunal (Courthouse)
9. titre français inconnu (Ordeal)
10. La Course (Strike Force)
11. La Vie à quinze ans (The Swinger)
12. La Terreur (Terror Ship)
13. titre français inconnu (Murder by Fire)
14. titre français inconnu (Silent Night, Deadly Night)
15. titre français inconnu (The Running Man, Part I)
16. titre français inconnu (The Running Man, Part II)
17. titre français inconnu (Lessons in Fear)
18. titre français inconnu (Deadly Weapons)
19. titre français inconnu (The Chinese Connection)
20. titre français inconnu (Dragons and Owls)
21. titre français inconnu (Any Second Now)
22. titre français inconnu (Soldier on the Hill)
23. titre français inconnu (Dangerous Memories)
24. titre français inconnu (Officer Luca, You're Dead)

## Diffusion

### Diffusion USA
- Diffusion sur ABC Television à partir du 17 février 1975 le lundi de 21h à 22h (jusqu'en août 1975 avec les rediffusions estivales)
- Nouvelle diffusion toujours sur ABC Television le samedi de 21h à 22h d'août 1975 à avril 1976; enfin le jeudi de 21 à 22h d'avril à juin 1976.

### Diffusion France
Dans les ouvrages spécialisés, il est souvent annoncé que la diffusion de la série la "Section 4" a débuté le 16 mai 1976 sur TF1. En l'occurrence avec l'épisode 9, "The Bravo Enigma / L'Assassin est en Danger de Mort", extrait de la 1ère saison. Toutefois, dans les années qui ont suivi, nulle trace d'une diffusion complète de cette première saison sauf sur TMC entre le 01 novembre 1981 et le 07 février 1982.
- Diffusion du 01 novembre 1981 au 07 février 1982 sur TMC.
- Diffusion du 03 mars au 15 juin 1987 sur M6.
- Nouvelle diffusion du 16 mai au 17 août 1987 sur M6.
- Rediffusion du 11 février au 25 mars 1989 sur M6.

## Commentaires
La série a été arrêtée après deux saisons en raison de sa trop grande violence pendant une période où justement elle était sujette à controverse aux États-Unis dans les programmes télévisés de l'époque. D'autres séries comme Starsky et Hutch, elle aussi produite par Aaron Spelling et Leonard Goldberg, ont dû se soumettre à un code de conduite les obligeant à « adoucir » l'attitude et le comportement des personnages et leur langage.
- Le thème musical de la série a été composé par Barry De Vorzon et est devenu un succès en 1976.
- La série a fait l'objet d'une adaptation au cinéma avec dans les rôles principaux Samuel L. Jackson, Colin Farrell et Michelle Rodríguez et titrée S.W.A.T. unité d'élite en 2003. Le film a aussi fait l'objet de deux suites en vidéo intitulées S.W.A.T.: Firefight en 2011 et SWAT: Under Siege en 2017.
- La série a fait l'objet d'une reprise en 2017 pour le réseau CBS avec l'acteur Shemar Moore reprenant le rôle de Steve Forrest. Elle est intitulée S.W.A.T..
- Les épisodes de la deuxième saison Deadly Tide et The Running Man sont présents dans le coffret DVD en un seul et même montage et non en deux épisodes distinctifs soit deux fois 98 minutes et non quatre fois 49 minutes, l'épisode de la première saison intitulé Time Bomb se retrouve sur le premier disque de la deuxième saison.

## DVD
États-Unis :
-S.W.A.T. - The Complete First Season (Coffret 3 DVD) sorti le 3 juin 2003 édité et distribué par Sony Pictures Home Entertainment. L'audio est en anglais Mono sans sous-titres. Les 13 épisodes de la saison 1 sont dans leur intégralité sur ce coffret édité en Zone 1 NTSC.
- S.W.A.T. The Final Season (Coffret 6 DVD) sorti le 22 mai 2012 édité et distribué par Shout Factory. L'audio est en anglais Mono sans sous-titres. Les 22 épisodes de la saison 2 sont dans leur intégralité sur ce coffret édité en Zone 1 NTSC.
- S.W.A.T.: The Complete Series (Coffret 6 DVD-9) sorti le 6 janvier 2018 édité et distribué par Mill Creek Entertainment. L'audio est en anglais Mono sans sous-titres. Le ratio écran est en 1.33:1 4:3. L'intégralité des 37 épisodes dans leur montage intégral est présente. Pas de suppléments disponibles. Il s'agit d'une édition Zone 1 NTSC.
France :
- S.W.A.T. : L'Intégrale Saison 1 (Coffret 5 DVD) sorti prévue le 15 juin 2004 édité et distribué par les Studio G.C.T.H.V., en format PAL. Annoncé en prévente à l'automne 2003 ASIN : B0000E6YRE. Cependant la sortie du coffret fut annulée sans raison connue.